# Guarnición de Ejército Salta
La Guarnición de Ejército «Salta» (Guar Ej Salta) es una base del Ejército Argentino localizada en la ciudad de Salta.

## Historia
En el año 1910 el Comando de 5.ª División de Ejército se estableció en la Guarnición de Ejército «Tucumán»; en 1932 retornó a la Guarnición de Ejército «Salta».
En las décadas de 1960 y 1970 tuvo asiento en esta guarnición el Comando del IV Cuerpo de Ejército.
En el año 1961 la 5.ª División retornó a Tucumán. La Guarnición quedó después conformada por el Regimiento de Infantería de Monte 28 y el Destacamento de Exploración de Caballería de Montaña 141 (C-5).
En el año 1997 la masa de la V Brigada Mecanizada —otrora 5.ª División de Ejército— se trasladó de la Guarnición de Ejército «Tucumán» a la Guarnición de Ejército «Salta».

## Composición
| Unidades de la Guar Ej Salta                                                    | Abreviatura   |
| ------------------------------------------------------------------------------- | ------------- |
| Comando de la V Brigada de Montaña «General Manuel Belgrano»                    | Cdo Br M V    |
| Regimiento de Caballería de Exploración de Montaña 5 «General Güemes»           | RC Expl M 5   |
| Grupo de Artillería 15 «Coronel Francisco Bolognesi»                            | GA 15         |
| Batallón de Ingenieros de Montaña 5 «General de División Enrique Mosconi»       | B Ing 5       |
| Compañía de Comunicaciones de Montaña 5 «Teniente Coronel Gerónimo de Helguera» | Ca Com M 5    |
| Sección de Aviación de Ejército de Montaña 5                                    | Sec Av Ej M 5 |
| Compañía de Inteligencia 5 «Mayor Humberto Viola»                               | Ca Icia 5     |
| Base de Apoyo Logístico «Salta»                                                 | BAL Salta     |
| Hospital Militar Salta «Cirujano Mayor Dr. Joaquín Díaz Bedoya»                 | HM Salta      |
| Compañía de Reserva «Salta»                                                     | Ca Res Salta  |